# Istituto di istruzione superiore Giancarlo Vallauri
L'Istituto di istruzione superiore Giancarlo Vallauri è una scuola secondaria di secondo grado di Fossano, in provincia di Cuneo.

## Storia
L'Istituto Tecnico Industriale di Fossano nasce nell'ottobre del 1962 come sezione staccata dell'ITIS "G.Ferraris" di Savona, per rispondere alle esigenze della realtà economica e sociale che, in quegli anni, andava rapidamente mutando. All'inizio è una piccola comunità di cinquantasette alunni e sette insegnanti, situata prima nei locali del Convitto Civico e poi nell'ex caserma Bava, e con attiva soltanto la specializzazione in meccanica.
Nel 1965 la scuola diventa sezione staccata dell'ITIS di Cuneo; nel 1967 prende avvio la costruzione della futura sede di via San Michele e nel 1969, anno in cui l'istituto ottiene l'autonomia, vengono attivati l'indirizzo elettrotecnico e il corso serale, primo nella provincia di Cuneo. I primi anni dell'autonomia, accompagnati da una regolare crescita degli iscritti, portano alla creazione e, in diversi casi, all'ampliamento dei laboratori tecnici. Nel 1980 vengono completati, dopo ripetute interruzioni documentate anche sulla stampa locale, i lavori di costruzione dell'edificio che, nel maggio del 1981, viene intitolato ufficialmente con il nome dell'ingegnere Giancarlo Vallauri.
Nell'anno scolastico 1980-1981 prende avvio il corso di specializzazione in informatica che permette a Fossano di attrarre studenti dell'intera provincia e delle zone limitrofe. Nel 1987-1988 vengono aperte due sezioni distaccate: una, a indirizzo elettronico, a Bra, che dodici anni dopo verrà accorpata al locale Istituto "Guala", e un'altra a Racconigi a indirizzo meccanico (quest'ultima confluirà nell'Istituto "Eula" di Savigliano).
Nel 1995-1996 è inaugurato il Liceo Scientifico Tecnologico, con l'obiettivo di utilizzare le potenzialità dei laboratori presenti nell'istituto per affiancare alla cultura umanistica le conoscenze tecnologiche e scientifiche. Dall'anno scolastico 1997-1998 è adottato in tutte le sedi il biennio finalizzato alla sperimentazione dell'autonomia e dal 1999-2000 la sperimentazione coinvolge anche il triennio dell'indirizzo informatico.
Dal 1º settembre 2003 il Vallauri diventa Istituto di Istruzione Superiore accorpando l'Istituto Superiore "Tesauro" costituito da un indirizzo I.G.E.A. (Indirizzo Giuridico Economico Aziendale) e due indirizzi professionali (commerciale e turistico).

## Il "Vallauri" oggi
Attualmente la scuola conta 1839 iscritti (anno scolastico 2018-2019) suddivisi in diversi settori:
1. Il settore tecnologico (1266 iscritti), suddiviso a sua volta in tre indirizzi formativi: Meccanica - Meccatronica ed Energia, Elettronica ed Elettrotecnica, Informatica e Telecomunicazioni.
2. Il settore liceale con l'opzione del Liceo Scientifico Scienze Applicate (298 iscritti)
3. Il settore economico, suddiviso in due indirizzi formativi: Amministrazione Finanza Marketing e Turismo (275 iscritti)

Per i diplomati è disponibile anche il percorso biennale dell'ITS, gratuito e di durata biennale, promosso dalla Regione Piemonte e dal MIUR, per la formazione di Tecnico Superiore per l'automazione e l'innovazione di processi e prodotti meccanici.
La sede principale di via San Michele comprende, oltre alle aule ordinarie, anche l'aula magna, la biblioteca, laboratori di fisica, chimica, informatica, biologia, domotica, elettronica, energetica, CAD, sistemi, matematica, multimediali.
La sede di via San Giovanni Bosco comprende una biblioteca, una sala video, un'aula per le lingue straniere, laboratori di chimica, biologia, disegno e informatica.